# Massacre de haitianos em 1937
Massacre de haitianos em 1937 ocorreu em outubro daquele ano contra haitianos que moravam na fronteira noroeste da República Dominicana e em certas partes da região Cibao. Tropas do Exército dominicano, provenientes de diferentes áreas do país,:161 realizaram o massacre por ordem direta do ditador dominicano Rafael Trujillo.
O presidente haitiano, Élie Lescot, calculou o número de mortos em 12 168; em 1953, o historiador haitiano Jean Price-Mars citou 12 136 mortes e 2 419 feridos. Em 1975, Joaquín Balaguer, ministro interino das Relações Exteriores da República Dominicana no momento do massacre, calculou o número de mortos em 17 mil. Outras estimativas compiladas pelo historiador dominicano Bernardo Vega chegaram a 35 mil.
Na primavera de 1938, Trujillo ordenou uma nova campanha contra os haitianos, desta vez na região da fronteira sul. A operação ocorreu durante vários meses e milhares foram forçados a fugir. Embora conhecida pelos dominicanos simplesmente como el desalojo (o despejo), esta campanha também resultou em centenas de mortes. E, ao contrário da área da fronteira norte, algumas testemunhas citaram que civis dominicanos colaboraram com o assassinato em massa.:169